# Crocidura orii
Crocidura orii is een zoogdier uit de familie van de spitsmuizen (Soricidae). De wetenschappelijke naam van de soort werd voor het eerst geldig gepubliceerd door Nagamichi Kuroda in 1924.

## Voorkomen
De soort komt voor in Japan.